# Trias wczesny
| System                        | Oddział  | Piętro    | Wiek (mln lat) |
| ----------------------------- | -------- | --------- | -------------- |
| Jura                          | wczesna  | Hettang   | młodsze        |
| Trias                         | Górny    | Retyk     | 201,3–208,5    |
| Trias                         | Górny    | Noryk     | 208,5–227,0    |
| Trias                         | Górny    | Karnik    | 227,0–237,0    |
| Trias                         | Środkowy | Ladyn     | 237,0–242,0    |
| Trias                         | Środkowy | Anizyk    | 242,0–247,2    |
| Trias                         | Dolny    | Olenek    | 247,2–251,2    |
| Trias                         | Dolny    | Ind       | 251,2–251,902  |
| Perm                          | Loping   | Czangsing | starsze        |
| Podział według ICS, luty 2017 |          |           |                |

Wczesny trias (ang. Early Triassic) – najstarsza epoka triasu (era mezozoiczna), trwająca około 4,7 milionów lat (od 251,902 ± 0,024 do 247,2 mln lat temu). Jest to epoka młodsza od lopingu, a starsza od środkowego triasu. Wczesny trias dzieli się na dwa wieki: ind i olenek.
Chronostratygraficznym odpowiednikiem epoki wczesnego triasu jest oddział trias dolny. Dolny trias dzieli się na dwa piętra: ind i olenek.